# Kroppach (Fichtenberger Rot)
Der Kroppach ist ein Wiesenbach im östlichen Gemeindegebiet von Fichtenberg im baden-württembergischen Landkreis Schwäbisch Hall. Nach einem einen Kilometer langem Lauf insgesamt nach Süden mündet er beim Weiler Mittelrot von links in die untere Fichtenberger Rot.

## Geographie

### Verlauf
Der Kroppach entsteht etwa 0,6 km nordwestlich des Ortskirchleins St. Georg von Mittelrot auf etwa 375 m ü. NHN. Dort beginnt am von einigen Obstbäumen bestandenen Südhang einer Hügelzunge, die vom Stummelberg (ca. 460 m ü. NHN) ostwärts ausläuft, in einer Wiese ein unscheinbarer Bach, der sich nach wenigen Metern südostwärts wendet. Ohne Baum oder Strauch am Ufer läuft er in einem zuweilen etwas krautigen Graben bis nahe an die Bahnstrecke Waiblingen–Schwäbisch Hall-Hessental, die er in schon etwas zuvor beginnender Verdolung unterquert.
Jenseits der Bahnlinie fließt er südsüdwestwärts und wieder offen, zunächst kurz in deren Begleitgehölzstreifen, dann wieder als Graben ohne höheren Uferbewuchs zwischen Siedlungsteilen von Mittelrot auf dem linken und dem näheren rechten Hügelrücken. Noch ehe er die ersten Häuser Mittelrots erreicht, wird er wieder in eine etwa 200 Meter langen Verdolung eingeführt, in der er etwa 100 Meter westlich der Kirche an dessen schmalster Stelle den Weiler wie auch die durch ihn laufende L 1066 unterquert.
Am südlichen Ortsrand kommt er wieder ins Freie und fließt nun in einem westsüdwestwärts laufenden Wiesengraben des Gewanns Waagwiesen. An der Brücke des Zufahrtsweges zum Reutehaus fließt er auf etwa 344 m ü. NHN von links in die fast gegenläufig heranströmende Fichtenberger Rot ein. Der Kroppach mündet nach 1,0 km langem Lauf mit etwa 42 ‰ mittlerem Sohlgefälle etwa 41 Höhenmeter unterhalb seines Ursprungs. Er hat heute keine offenen Zuflüsse.

### Einzugsgebiet
Das Einzugsgebiet des Kroppachs ist etwa 0,4 km² groß. Es gehört naturräumlich zu den Schwäbisch-Fränkischen Waldbergen und liegt größtenteils in dessen Unterraum Gaildorfer Becken und nur zu weniger als einem Drittel im Nordwesten und Norden am etwa ca. 460 m ü. NHN hohen Stummelberg und seinen Hängen im Teilraum Hinterer Mainhardter Wald des Unterraums Mainhardter Wald. Dort steht Wald. Die offene Flur teilt sich auf in Wiesen in der Talmulde und Äckern auf der rechten Hügelhöhe. Ein vergleichsweise großer Anteil fällt auch auf die Bebauung des Weilers Mittelrot, des einzigen Siedlungsplatzes im Einzugsgebiet, das zur Gänze im Gemeindegebiet von Fichtenberg liegt.
Jenseits der nördlichen Wasserscheide liegt das Tal des Schembachs, des rechten Oberlaufs des Michelbachs, dessen direktes Einzugsgebiet im Nordosten kurz angrenzt, und der ein Stück abwärts ebenfalls in die Fichtenberger Rot mündet. Im Osten und Westen konkurrieren dagegen kurze namenlose Gräben, die wenig ab- bzw. aufwärts des Kroppachs in diese münden.

## Geologie
Im Einzugsgebiet stehen Mittelkeuper-Schichten an, vom Kieselsandstein (Hassberge-Formation) auf dem Hochplateau des Stummelbergs über die Unteren Bunten Mergel (Steigerwald-Formation) und zuletzt etwas Schilfsandstein (Stuttgart-Formation) an dessen Abhängen, bis hinab zum Gipskeuper (Grabfeld-Formation), der im größeren Teil von ihm im Untergrund liegt. Dieser ist allerdings weithin durch viel jüngere, im Holozän in der Talmulde angeschwemmte Schichten überlagert ist. Der Mittelroter Siedlungsteil rechts über dem Unterlauf steht offenbar auf einer etwas älteren quartären Talterrasse der Rot.

## Natur und Schutzgebiete
Das Einzugsgebiet gehört außerhalb der Mittelroter Bebauung und ihres Weichbildes zum Landschaftsschutzgebiet Rottal zwischen Fichtenberg und Gaildorf mit Seitentälern und angrenzenden Talhängen und insgesamt zum Naturpark Schwäbisch-Fränkischer Wald.

### LUBW
Amtliche Online-Gewässerkarte mit passendem Ausschnitt und den hier benutzten Layern: Lauf und Einzugsgebiet des Kroppachs

Allgemeiner Einstieg ohne Voreinstellungen und Layer: Daten- und Kartendienst der Landesanstalt für Umwelt Baden-Württemberg (LUBW) (Hinweise)
1. 1 2 3  Höhe nach dem Höhenlinienbild auf dem Hintergrundlayer Topographische Karte.
2. ↑  Länge nach dem Layer Gewässernetz (AWGN).
3. ↑  Einzugsgebiet abgemessen auf dem Hintergrundlayer Topographische Karte.
4. ↑  Schutzgebiete nach den einschlägigen Layern.

### Andere Belege
1. ↑  Hansjörg Dongus: Geographische Landesaufnahme: Die naturräumlichen Einheiten auf Blatt 171 Göppingen. Bundesanstalt für Landeskunde, Bad Godesberg 1961. → Online-Karte (PDF; 4,3 MB)
2. ↑  Geologie nach den Layern zu Geologische Karte 1:50.000 auf: Mapserver des Landesamtes für Geologie, Rohstoffe und Bergbau (LGRB) (Hinweise)